# Hrabstwo Churchill
Hrabstwo Churchill (ang. Churchill County) – hrabstwo w zachodniej części stanu Nevada. W 2000 roku, liczba mieszkańców wynosiła 23 982. Stolicą jest Fallon. Jest unikalnym hrabstwem, bo posiada własnego operatora telefonicznego Churchill County Communications.

## Historia
Hrabstwo powstało w 1861 roku. Nazwę wzięto od Fortu Churchilla (obecnie w Lyon). A ten nazwany na cześć generała brygady Sylwestra Churchilla, bohatera wojny amerykańsko-meksykańskiej. Pierwszą stolicą zostało Bucklands (obecnie w Lyon), później władzy przeniosły się do La Plata (1864–1868); Stallwater (1868-1904) i do obecnego Fallon. Z powodu małej populacji, podejmowano próby likwidacje hrabstwa. Lemuel Allen namówił jednak gubernatora do veta w 1875 roku.

### Linie kolejowe
Eagle Salt Works Railroad wybudowało tu pierwszą linię kolejową długości 13,5 mil (ok. 21,72 km) – pierwszą konstrukcję Central Pacific. Central Pacific (Pierwsza Kolej Transkontynentalna) także przebiegała przez hrabstwo Churchill, chociaż znaczna część oryginalnej trasy przesunięto do Wadsworth na południu przez Fernley.

## Geografia
Całkowita powierzchnia wynosi 13 010 km² z czego 12 766 km² stanowi ląd, a 244 km² (1,88%) woda.

### Miasta
- Fallon
- Fallon Station (CDP)
- White Cloud City

### Sąsiednie hrabstwa
- Lyon – zachód
- Washoe – północny zachód
- Pershing – północ
- Lander – wschód
- Nye – południowy wschód
- Mineral – południe